# Kiuwan
Kiuwan és una solució SaaS per mesurar i analitzar els riscos de seguretat en el desenvolupament de programari. Idera, Inc. la va adquirir l'octubre de 2018.
Kiuwan és una de les eines d'anàlisi estàtica del codi font inclosa en la llista d'OWASP.
Va ser finalista dels premis IBM Beacon Awards 2015.